# Иван Маркович
Иван Маркович (на сръбски: Иван Марковић) е сръбски футболист, полузащитник.

## Кариера
Като юноша Маркович преминава през школите на Цървена Звезда, Земун, холандският ВВВ Венло и Партизан. Със Земун записва един мач в сръбската Първа лига на 15 юни 2011 г. срещу Нови Пазар, дни преди да навърши 17 години. През 2013 г. Маркович подписва договор с полския Корона (Келце), но не успява да пробие в първия състав.
През февруари 2014 г. Маркович преминава в ЦСКА (София).
След кратък пробен период Маркович подписва договор с Черно море (Варна) на 3 февруари 2016 г.